# Aleșd
Aleșdⓘ (węg. Élesd, słow. Aležd) – miasto w Rumunii, w okręgu Bihor, w Siedmiogrodzie. Liczy 9 tys. mieszkańców (2021).